# Peter Trebsche
Peter Trebsche (* 1977 in Steyr) ist ein österreichischer Prähistoriker.

## Leben
Nach dem Studium (1996–2000) der Ur- und Frühgeschichte an der Universität Wien war er von 2001 bis 2005 Mitarbeiter an der Römisch-Germanischen-Kommission des Deutschen Archäologischen Instituts in Frankfurt am Main. Nach der Promotion 2005 an der Universität Wien war er von 2007 bis 2009 Projektmitarbeiter am Institut für Ur- und Frühgeschichte der Universität Wien. Nach der Habilitation 2018 für das Fach Urgeschichte und Historische Archäologie an der Universität Wien ist er seit 2019 Universitätsprofessor für Ur- und Frühgeschichte am Institut für Archäologien der Universität Innsbruck, Leiter des Fachbereichs Metallzeiten und des Mikroarchäologischen Labors.
Seine Hauptinteressen und Forschungsgebiete sind Siedlungsarchäologie, Montanarchäologie, Mikroarchäologie; Architektur, Bergbau, Wirtschaft, Rituale und Bronzezeit, Eisenzeit.

## Schriften (Auswahl)
- Siedlungsarchäologische Aspekte im Großraum Linz. Spätbronze- und eisenzeitliche Fundstätten. Linz 1999, OCLC 355149708.
- Archäologische Funde aus Neubau bei Linz. Neuerwerbungen im Nordico. Linz 2001, ISBN 3-85484-574-X.
- Keramik mit Feinkammstrich aus keltischen Siedlungen im Großraum Linz. Untersuchungen zu Werkstätten, Funktion, Verbreitung und Datierung. Linz 2003, ISBN 3-85484-434-4.